# Jigsaw Falling into Place
Jigsaw Falling into Place – pierwszy singel angielskiej grupy Radiohead z jej siódmego albumu In Rainbows. Wydany został 14 stycznia 2008 roku, 15 dni po premierze albumu, z którego pochodzi utwór.
Singel w pierwszym tygodniu po premierze uplasował się na 30. pozycji brytyjskiej listy sprzedaży, co było najgorszym wynikiem od 1995 roku. Było to jednak spowodowane tym, że grupa nie wydawała już ze swoją pierwotną wytwórnią Parlophone, a z niezależną XL Recordings. Magazyn Time umieścił piosenkę na 5. miejscu na liście najlepszych utworów 2007 roku.

## Teledysk
Teledysk do nagrania, który pojawił się w profilu Radiohead na portalu YouTube 28 listopada 2007 roku, przedstawiony w postaci czarno-białej, przedstawia członków grupy z kamerami zainstalowanymi na kaskach, które mają na głowie. Był to pierwszy od 2000 roku teledysk, w którym pokazano wszystkich muzyków zespołu.

## Lista utworów
7"
1. "Jigsaw Falling into Place"
2. "Videotape" (Live From the Basement)

CD
1. "Jigsaw Falling into Place" – 4:09
2. "Down Is the New Up" (Live From the Basement) – 5:07
3. "Last Flowers" (Live From the Basement) – 4:11